# Cerídeos
Cerídeos são ésteres formados pela união de um ácido graxo superior e de um álcool graxo superior.
Os cerídeos podem ser classificados como lipídios simples. Podem ser produzidos tanto por animais como por vegetais, sendo genericamente chamados de ceras. 
Podem ser encontrados na cera de abelha (sendo a base da construção da colmeia), na superfície das folhas (como a cera de carnaúba), de frutas (como a manga) e no cerume (cera de ouvido).
A função clara dos cerídeos no caso dos vegetais é de impermeabilização, com propósito de impedir a perda excessiva da água. Para o meio ambiente e para os seres humanos, é de proteção contra a proliferação de micro-organismos. no caso, o cerume ajuda nessa tarefa.